# 信用紧缩
信用紧缩（或信贷紧缩），信贷经济中资产流动性降低时的经济现象或时期，表现在借贷困难、现金难求。在英國通常指2007年–2008年環球金融危機。
簡單的說就是即使利率(存款利率、市場利率)下降，也难以从金融機構借到钱的情形。